# Jeanie with the Light Brown Hair (песня)
«Jeanie with the Light Brown Hair» (рус. Русоволосая Дженни) — американская салонная песня, написанная композитором Стивеном Фостером в 1854 году. Эта песня о его жене, Дженни Макдауэлл.
Песня приобрела большую популярность благодаря забастовке организации ASCAP в 1941 году. В течение этого периода, большинство современной музыки не могли быть воспроизведены на крупных радиостанциях из-за спора по поводу лицензионных сборов. Радиовещательные компании проигрывали эту песню, так как она к тому времени находилась в свободном доступе (то есть не имела авторских прав), от чего она стала очень популярной.

## Текст песни
I dream of Jeanie with the light brown hair,
Born like a vapor on the sweet summer air;
I see her tripping where the bright streams play,
Happy as the daisies that dance on her way.
Many were the wild notes her merry voice would pour,
Many were the blithe birds that warbled them o’er:
I dream of Jeanie with the light brown hair,
Floating, like a vapor, on the soft summer air.
I long for Jeanie with the daydawn smile,
Radiant in gladness, warm with winning guile;
I hear her melodies, like joys gone by,
Sighing round my heart o’er the fond hopes that die:
Sighing like the night wind and sobbing like the rain,
Waiting for the lost one that comes not again:
I long for Jeanie, and my heart bows low,
Never more to find her where the bright waters flow.
I sigh for Jeanie, but her light form strayed,
Far from the fond hearts round her native glade;
Her smiles have vanished and her sweet songs flown,
Flitting like the dreams that have cheered us and gone.
Now the nodding wild flowers may wither on the shore
While her gentle fingers will cull them no more:
Oh! I sigh for Jeanie with the light brown hair,
Floating, like a vapor, on the soft summer air.

## Культурное влияние
Некоторые мультфильмы серии Looney Tunes ссылаются на песню. Первая строка песни стала названием комедии 1960-х годов «Я мечтаю о Дженни». Песня также адаптирована в аниме-сериал под названием «Девочка ветра: Русоволосая Дженни».